# Adriano Castanheira
Adriano Duarte Castanheira (sinh ngày 7 tháng 4 năm 1993) là một cầu thủ bóng đá người Bồ Đào Nha gốc Thụy Sĩ thi đấu cho Benfica e Castelo Branco, ở vị trí tiền đạo.

## Sự nghiệp bóng đá
Vào ngày 26 tháng 8 năm 2012, Castanheira có màn ra mắt cho Sporting Covilhã trong trận đấu tại Giải bóng đá hạng nhất quốc gia Bồ Đào Nha 2012–13 trước Penafiel, anh vào sân thay cho Gaspar (phút thứ 74).